# Stuart Rosenberg
Stuart Rosenberg (Brooklyn, Nova York, 11 de Agosto de 1927 – Beverly Hills, Califórnia, 15 de Março de 2007) foi um diretor de cinema norte-americano.
Entre os seus trabalhos mais notáveis contam-se: Além da Imaginação, Cool Hand Luke, Voyage of the Damned, The Amityville Horror e The Pope of Greenwich Village.

## Carreira
Rosenberg estudou Literatura Irlandesa na New York University e começou a trabalhar como editor enquanto acabava de se formar.
Na década de 1950, começou a dirigir séries de televisão, a primeira das quais, "Decoy", teve a atriz Beverly Garland no papel de uma agente policial. Outras séries que dirigiu foram "Alfred Hitchcock apresenta" ("Alfred Hitchcock Presents"), "Além da Imaginação" ("The twilight zone") e "Os intocáveis".
"Rebeldia Indomável (br) e O presidiário (pt)", de 1967, com Paul Newman e George Kennedy à frente do elenco, contava a história de um recluso rebelde numa prisão do sul dos Estados Unidos. Candidato a quatro Óscares da Academia, o filme conquistou apenas um: o de melhor ator secundário, para George Kennedy.
Depois de "O presidiário", Rosenberg dirigiu Jack Lemmon e Catherine Deneuve em "The April Fools" e assinou ainda a realização de "WUSA", "Pocket Money" e "The drowning pool", nas quais voltou a trabalhar com Paul Newman.
A sua filmografia inclui títulos como "Brubaker" (1980), com Robert Redford, "The Amityville Horror" e "My Heroes Have Always Been Cowboys" (1991), o seu último filme.
Em 1993 começou a exercer funções de professor no American Film Institute. Entre os seus alunos estiveram realizadores e produtores como Darren Aronofsky, Todd Field, Mark Waters, Scott Silver, Doug Ellin e Rob Schmidt.

## Morte
Rosenberg faleceu na sua casa de Beverly Hills, Califórnia, aos 79 anos de idade, vitima de um ataque cardíaco.

## Filmografia

### No cinema
- 1960: Murder, Inc.
- 1961: Question 7
- 1967: ''Cool Hand Luke, com Paul Newman e George Kennedy
- 1969: The April Fools, com Jack Lemmon e Catherine Deneuve
- 1970: Move
- 1970: WUSA
- 1972: Pocket Money
- 1973: The Laughing Policeman
- 1975: The Drowning Pool, com Paul Newman e Joanne Woodward
- 1976: Voyage of the Damned, com Faye Dunaway e Oskar Werner
- 1979: The Amityville Horror, com James Brolin, Margot Kidder e Rod Steiger
- 1979: Love and Bullets, com Charles Bronson, Rod Steiger e Jill Ireland
- 1980: Brubaker, com Robert Redford e Yaphet Kotto
- 1984: The Pope of Greenwich Village, com Eric Roberts, Mickey Rourke e Daryl Hannah
- 1986: Let's Get Harry
- 1991: My Heroes Have Always Been Cowboys

### Na televisão
- 1964: Calhoun: County Agent
- 1965: Memorandum for a Spy
- 1966: A Small Rebellion
- 1966: Fame Is the Name of the Game